# Серафим Чичагов
Митрополит Серафим (рођ. Леонид Михајлович Чичагов; 9 (21) јануар, према другим изворима 9 (21) јун 1856, Санкт Петербург – 11 децембар 1937, полигон Бутово, Московска област) - епископ Руске православне цркве ; од фебруара 1928. до октобра 1933. – митрополит лењинградски. Стрељан 1937, постхумно рехабилитован. Унук Н.П. Чичагова.
Канонизован као свети мученик од стране Руске православне цркве 1997. године. Спомен се празнује 28. новембра (11. децембра), као и у Сабору Бутовских новомученика и у Сабору Дивејевских светитеља.

## Биографија
Рођен 9 (21.) јануара 1856. године у Санкт Петербургу у породици генерал-мајора артиљерије Михаила Чичагова и Марије Чичагове. Припадао је једној од најпознатијих племићких породица Костромске губерније. Деда - државни саветник, историчар Никифор Петрович Чичагов.
Према мемоарима протопрезвитера Георгија Шавелског, „архиепископ Серафим никада није заборавио на своје племство и поставио га барем не ниже од своје архиепископије. Када је 1913. године архиепископ Владимир (Путјата), такође бивши гардиста, осуђен за тешке злочине и суђен, архиепископ Серафим му је прекорио: „Владимире, срам те било, срамотиш наш племенити сталеж!“

## Образовање
Завршио је Прву петербуршку класичну гимназију 1870. године, а 1875. године Пажевски корпус прве класе. Касније се присећао: „Одгајани смо у вери и православљу, али ако смо напустили зграду недовољно прожети црквеношћу, ипак смо добро разумели да је православље снага, снага и благо наше вољене отаџбине".

## Војна служба
Године 1875. ступио је у 7. коњичку артиљеријску бригаду са чином потпоручника због њеног укидања, премештен је у 5. коњичку артиљеријску бригаду; Прекомандован је у 1. батерију гардијске коњичке артиљеријске бригаде Његовог Величанства.
1877-1878 учествовао је у руско-турском рату. Одликован Орденом Свете Ане 4. степена са натписом „За храброст“ (за одликовање у биткама код Горњег Дубњака 12. октобра и Телиша 16. октобра 1877), Светог Станислава 3. степена са мачевима и луком (за прелазак преко Балканске планине 13-19. децембра 1877. године, Свете Ане 3. степена са мачевима и луком (за битку код Филипопоља 3-5. јануара 1878.), сабља са посветним натписом од цара (за опсаду и заузимање Плевне).
Од 1878. - поручник гарде, од 1881. - штабни капетан. Од 1880 - ађутант помоћника генерал, генерал гроф Александар Барантсов.
Године 1881. послат је у Француску на маневре француских трупа и проучавао је структуру француске артиљерије. Исте године је одликован Орденом Св. Станислава 2. степен.
Одликован је 1882. године Витешким крстом Легије части и Црногорским орденом Данила Првог 4. степена.
Учествовао је у наоружавању тврђава на западној граници Русије и опремању бугарске војске.
Године 1883. одликован је румунским гвозденим крстом, бугарским орденом Св. Александар 3. степен. Године 1884. - Орден Св. Ане 2. степен.
Године 1890. разрешен је дужности, а 1891. „за поређење са својим вршњацима” унапређен је у пуковника.

## Свештеник
Од 1878. био је духовно чедо свештеника Јована Сергијева; уз благослов овог потоњег, повукао се и примио свете чинове. Епархијско тело Тверске епархије је у априлу 1914. године у биографској цртици о свом новом архипастиру писало: „О. Јован Кронштатски, од кога је положио испит послушања, благословио га је да постане свештеник.“.
Од 1881. године био је старешина Преображенског сабора и ктитор целокупне артиљерије Сергијеве катедрале у Санкт Петербургу у селу Клементјеву самостално је изучавао богословске науке; Интересовали су га проблеми традиционалне медицине (аутор система лечења тела биљним лековима, који је изнео у основном делу „Лекарски разговори”). Поред тога, припремио је за објављивање мемоаре свог далеког рођака, адмирала Павела Чичагова.
26. фебруара 1893. године у Московској синодалној цркви Дванаесторице апостола (у Кремљу) рукоположен је за ђакона; 28. фебруар – рукоположен за свештеника овог храма. Својим новцем обновио је храм, за шта га је митрополит московски Сергије (Љапидевски) наградио ногаром и скуфијом. Основао је добротворно друштво Бели крст, које је имало за циљ да пружи помоћ војницима у невољи који су изгубили здравље у служби, њиховој деци, супругама и удовицама.
Године 1895. остао је удовац и иза себе оставио своје ћерке - Веру, Наталију, Леониду и Екатерину.
Од 14. фебруара 1896. био је свештеник храма Светог Николаја Чудотворца у Старом Ваганкову и старао се о артиљеријским јединицама Московског војног округа. Пре тога, храм је био затворен тридесет година; Отац Леонид га је обновио о свом трошку. Написао је књигу војних мемоара, за коју је одликован бугарским орденом Светог Александра „За грађанске заслуге“ 2, степена ни грчки орден Христа Спаситеља 2. степена.

## Монаштво и учешће у прослављању Серафима Саровског

### Архимандрит Серафим
Године 1896. објављено је прво издање „Хронике Серафим-Дивејевског манастира“ коју је саставио, чији је значајан део био посвећен активностима Серафима Саровског. Претходно је посетио овај манастир, где му је света блажена Параскева Дивејевска, која се сећала старца Серафима, рекла: „Добро је што си дошао, чекала сам те дуго времена: Свети Серафим ми је наредио да вам кажем да сте јавили цару да је дошло време за откривање његових моштију и прослављање.“ Био је збуњен, пошто због свог положаја није могао да буде прихваћен од цара, међутим, према његовом сведочењу, „једног дана ми је пала на памет мисао да је могуће записати све што је речено о Светом Серафиму... сав овај материјал довести у систем... онда ово дело, засновано не само на сећањима, већ и на чињеничним подацима и документима... одштампати и представити цару“. Касније је заправо примио аудијенцију код цара Николаја II, дао му своју књигу, која је допринела канонизацији Серафима Саровског.
Оставши удовац, 14. августа 1898. године примио је монашки постриг са именом Серафим. Године 1899. постављен је за настојатеља Суздаљског Спасо-Евфимијевског манастира са постављењем за декана манастира Владимирске епархије, у вези са чиме је уздигнут у чин архимандрита.
Учествовао је у обнови овог манастира и написао житије светог Јевтимија. Под њим је реновирано затворско одељење, изграђена је библиотека за затворенике, а неки од њих су пуштени на његов захтев. Када се почетком 20. века, под утицајем либерализације друштва, поставило се питање ликвидације манастирског затвора, Владимир Архиепископ Сергије (Спаски) је упутио протестно писмо Синоду, указујући да у овом случају „епископима би било тешко да управљају епархијама“ и зато „најусрдније тражи да не затварате затворско одељење Суздаљског манастира за себе и за друге епископе“. Ову тачку гледишта делио је и тадашњи архимандрит Спасо-Евфимијевског манастира Серафим (Чичагов).
Њему су 1902. године, по наређењу цара и по решењу Светог синода, поверени припремни послови за канонизацију Серафима Саровског, која је обављена 1903. године. Написао је житије светитеља и објавио друго издање Летописа Серафимо-Дивејевског манастира. Био је један од организатора церемоније величања.

## Игуман Новојерусалимског манастира
5. фебруара 1904. године постављен је за настојатеља Васкрсења новојерусалимског манастира и ступио на дужност 14. фебруара. Да би се економска послушања исправила „како треба“, а монаштво управљало певницом, манастирским хотелима и хоспицијом, архимандрит Серафим је утростручио број искушеника. Пошто је појање у манастиру изазивало стално негодовање ходочасника, архимандрит Серафим је формирао „прави хор певача“. Завршен је и пуштен у рад нови камени двоспратни хотел, постављен је нови водовод у целом манастиру, чиме је значајно побољшан квалитет потрошене воде, а реновиран је и цео манастирски комплекс. Музеј који је створио архимандрит Леонид (Кавелин) је ажуриран и обновљен. Поред тога, архимандрит Серафим је својим донацијама допунио своју збирку, почео са састављањем нових инвентара музеја и сакристије и организовао манастирску библиотеку, за коју се претплатио на новине и часописе.
Посебну захвалност братије и посетилаца манастира архимандрит Серафим је заслужио заменивши ливени под у Васкрсењевом храму топлим дрвеним – постављен је храстов паркет, а ослобођене ливене плоче поплочале су стазе у манастиру и к. тротоар од манастирске капије до свих хотела и хоспиција који су раније били ненамештени, па је у пролеће и јесен било блата.
За рестаурацију иконостаса архимандрит Серафим је позвао иконописца Александра Лебедева, кога је познавао по његовим делима: „Лебедев је у потпуности оправдао овај избор. Рестаурација је обављена по свим правилима чл. Пре рестаурације, свака слика је снимљена како би у сваком тренутку и свако могао да види тачност репродукције и процени вредност уметности.”

## Епископска служба пре и после револуције
10. априла 1905. године у Успенском сабору Московског Кремља митрополит московски Владимир (Епифаније) и други епископи посветили су га хиротонисању за епископа сухумског.
Епископ Серафим је 20. јануара 1906. пренео породичну архиву адмирала Василија Јаковљевича и Павла Васиљевича Чичагова у Румјанцевски музеј; услови донације укључивали су могућност да се „Архива породице Чичагова“ допуни документима самог епископа.
Од 6. фебруара 1906. - епископ орловски и севски. Под њим су у епархији основана парохијска већа. Делио је духовну литературу међу свештенством, водио честе интервјуе и био познат по свом доброчинству. За организацију парохијског живота у епархији Награ одликован Орденом Свете Ане 1. степена. Године 1907. постао је члан Светог синода и бавио се црквеним и парохијским питањима.
Од 16. септембра 1908. - епископ кишињевско-хотињски.
Борио се против „инокентјевизма“, антицрквеног покрета распрострањеног у епархији. Залагао се за очување „чистог молдавског језика“ у богослужењу, против ширења „културног румунског језика“, који су, по његовом мишљењу, Молдавци учили од стране сепаратиста. То је довело до његовог сукоба са замеником Државне думе Пуришкевичем.
Од 1909. почасни члан савета руског сабора, почасни председник акерманског одељења Савеза руског народа.
У писму од 14. новембра 1910. написао је: „Пред нашим очима сваки дан је слика распадања нашег свештенства. Нема наде да се опамете, да схвати свој положај! Све исто пијанство, разврат, парничење, изнуда, друштвени хобији! Задњи верници се језе од корупције или безосећајности свештенства, а још мало, завладаће секташтво... Не постоји нико ко би коначно могао да схвати на којој је ивици пропасти Црква, и да буде свестан шта се дешава. ... Прошло је повољно време, болест духа је захватила цео државни организам, прекретница болести више не може да се деси и свештенство клизи у провалију, без отпора и снаге да се супротстави. Још годину дана - и неће бити ни обичних људи око нас, све ће се дићи, све ће напустити такве луде и одвратне вође... Шта може бити са државом? Умреће са нама! Сада је свеједно који Синод, који тужиоци, које Богословије и Академије; све је захваћено муком, а наша смрт се приближава.”
16. маја 1912. године уздигнут је у чин архијереја.
Године 1911. био је почасни председник Сверуског конгреса руског народа у Москви.
Од 20. марта 1914. - архиепископ Тверски и Кашински; стигао у Твер 20. априла 1914. Током Првог светског рата организовао је помоћ избеглицама, опремио болнице и санитетске возове потребном опремом, подстицао епархијско свештенство да ступи у редове војног, а парохијске чиновнике на одлазак у војну службу. Прикупљене прилоге за рањене војнике.
Од монашког свештенства 29. фебруара 1916. године изабран је за члана Државног савета. Био је члан Правне групе и члан Комисије за народно образовање.
Године 1917, као монархиста, разрешен је Тверске епископије. Члан Помесног сабора 1917-1918, учествовао на све три седнице, члан Судијске комисије при Епископској конференцији.
Од 17. септембра 1918. - митрополит варшавски и привислински; због војно-политичке ситуације није могао да отпутује у Варшаву живео је у Черниговском манастиру Тројице-Сергијеве лавре. Од 1920. - у Москви, где је служио у разним црквама.
Судска тројка Чеке издала је 24. јуна 1921. декрет о његовом затварању у концентрациони логор на период од две године под оптужбом да у случају очекиваног одласка у Пољску намерава да „координира… против руских радничких маса — у иностранству фронт свргнутих руских земљопоседника и капиталиста под заставом чете пријатеља Исусових“. Међутим, ухапшен је тек 21. септембра исте године и затворен у затвору Таганск. Тешко се разболео и пуштен је 16. јануара 1922. године.
25. априла 1922. одлуком судског одбора ГПУ протеран је у Архангелску област. У марту 1923. прогнан је у Маријску област. 16. априла 1924. поново је ухапшен под оптужбом да је организовао прослављање светог Серафима Саровског 1903. године; 14. јула пуштен је из притвора на захтев патријарха Тихона, али је био принуђен да напусти Москву. Живео је у пензији у манастиру Васкрсење Феодоровски код Шује.
Године 1927. признао је ауторитет заменика Патријаршијског заменика, митрополита Сергија (Страгородског) и подржао његову декларацију усмерену на потчињавање совјетске власти.

## Серафим, митрополит лењинградски
Од 10. фебруара 1928 изабран је за митрополита лењинградског и гдовског. Борио се и против обновитељства и против „десне“ опозиције митрополиту Сергију (Страгородском) коју је представљала Јосифска партија, која је била веома јака у Лењинграду. Прву богослужење је обавио у Лењинграду 18. марта у Преображенском храму, где је претходно био ктитор; последњи је ту био 24. октобра 1933. године. За време његовог управљања Лењинградском епархијом, у Лењинграду је дошло до првог масовног затварања великих парохијских цркава (неке од њих су одмах демонстративно срушене); фебруара 1932. скоро сви монаси су похапшени и потом депортовани. Године 1931. Кронштат је постао потпуно „безбожан“ - све цркве у граду су затворене, сво свештенство протерано. Када је посетио  градско становништво, није добио дозволу боравка у Лењинграду и био је приморан да оде у Тихвин.
14. октобра 1933. године пензионисан је из здравствених разлога. Служивши 24. октобра 1933. године Божанствену Литургију у Преображенском Саборном храму, митрополит Серафим је заувек напустио свој родни град, преневши своју паству митрополиту Алексију (Симанском).

## Последње године живота, хапшења и стрељања
1933-1934 живео је у Москви: неко време у резиденцији митрополита Сергија у близини Богојављенске цркве у Елохову, затим у селу Уделнаја, изнајмљујући две собе од јеврејске породице. Компоновао је црквену музику и никада није био без музике (после канонизације, 1999. године, први пут је јавно изведена његова композиција „Листови из музичког дневника”).
Велику пажњу посветио је црквеном певању. Цртао је и бавио се иконописом. Аутор слика Спаситеља у белој туници и монаха Серафима који се моли на камену, који се налази у московској цркви пророка Илије, у Обиденној улици.
Протојереј Стефан Љашевски, који је посетио Москву 1936. године, присећао се: „Био сам бескрајно срећан што сам последњи пут, како се касније испоставило, видео мог великог учитеља, митрополита Серафима (Чичагова), који је живео у пензији у Москви, а кога нисам видео неколико година. Загрлио ме је са сузама. Велики Светитељ осети да ме последњи пут види завештао ми је за будућност, журећи да све искаже.“
Ухапшен је 30. новембра 1937. године, у стању тешке болести, на носилима је изнет из куће и затвореничким колима одвезен у затвор у Таганску под маском кола хитне помоћи. Приликом хапшења одузети су му рукопис другог тома Хронике Серафимско-Дивејевског манастира, књиге, музичка дела, иконе, одежде.
Током саслушања 3. децембра, он је негирао да се према својим обожаваоцима односио у антисовјетском духу. Један од сведока у његовом случају је сведочио да је митрополит Серафим рекао:
"Знате добро из историје да је и раније било прогона хришћанства, али како се завршило, тријумфом хришћанства, тако ће бити и са овим прогоном – и њему ће се завршити, а православна црква ће се поново вратити и вера православна тријумфоваће".
Дана 7. децембра 1937. године, тројка НКВД-а за област Москве донела је резолуцију да га стреља под оптужбом за „контрареволуционарну монархистичку агитацију“. Стрељан 11. децембра 1937. на полигону НКВД у селу Бутово код Москве.
10. новембра 1988. потпуно је рехабилитован.